# Tala Mungongo
Tala Mungongo, também grafada como Talamungongo e Tala-Mungongo, é uma vila e comuna angolana que se localiza na província de Malanje, pertencente ao município de Cambundi Catembo.